# Basset hound
Pour les articles homonymes, voir Basset et Basset (chien).
Le basset hound est une race de chiens originaire du Royaume-Uni selon la Fédération cynologique internationale (FCI) ou de France selon The Kennel Club (KC). La race s'est formée au cours de croisements entre plusieurs races de bassets français. Par la suite, son importation en Angleterre, puis aux États-Unis, a formé le type actuel. Le basset hound est un chien courant de petite taille, de type basset, de forte corpulence. Construit comme un chien de chasse, il est surtout un chien de compagnie très populaire.

## Histoire

### Les premiers bassets

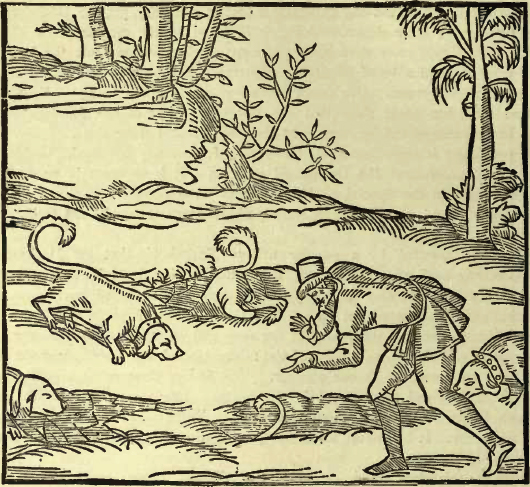
Illustrations de bassets dans le livre La Vénérie de Jacques du Fouilloux, XVIe siècle.

Le mot « Basset » semble avoir été utilisé pour la première fois dans La Vénérie, un texte sur la chasse écrit par Jacques du Fouilloux en 1561. Les illustrations le concernant le font ressembler au Basset fauve de Bretagne. Selon ce traité, ce chien est utilisé dans la poursuite des renards et des blaireaux. Les premiers bassets français ressemblaient à l'actuel basset artésien normand, qui est l'une des six races de bassets reconnues actuellement en France.

### L'émergence du basset hound

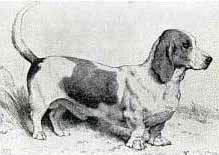
Model, un basset français introduit en Angleterre en 1874.

Le basset hound serait issu de croisements entre de vieilles races françaises, notamment le basset d'Artois (race aujourd'hui disparue) et le chien de Saint-Hubert. Il est difficile de savoir en quelle année le véritable basset hound est apparu. Il semble que ce soit le marquis de La Fayette qui l'ait introduit aux États-Unis lorsqu'il en offrit un en cadeau à George Washington à la fin du XVIIIe siècle.
En France, les bassets ont atteint une notoriété certaine lors du règne de Napoléon III. En 1853, le sculpteur Emmanuel Frémiet a exposé des sculptures en bronze de bassets hounds à l'occasion de l'exposition de chiens de Paris. Il y avait alors deux sortes de bassets hounds, l'un avec le pelage rêche (le basset griffon) et l'autre au pelage lisse (le basset français). Les deux éleveurs français de bassets les plus populaires de ce temps étaient M. Lane et le comte Le coulteux de Canteleu.
C'est en 1866 que Lord Galway a importé le basset au Royaume-Uni mais ce n'est qu'en 1874 que Sir Everett Millais l'a largement introduit dans ce pays. The Kennel Club a reconnu la race en 1882 et le Club de basset anglais fut fondé en 1884. En 1885, l'American Kennel Club l'a reconnu pour la première fois.

### Le développement auXXesiècle
Les éleveurs américains ont développé et relancé la race vers le milieu du XXe siècle, construite comme un chien de compagnie. La paternité de la race est cependant attribuée à l'Angleterre en 1987. Son apparition dans divers feuilletons télévisés, comme Columbo ou Shérif, fais-moi peur le popularise en Occident.
En France, le basset connait un regain de popularité à partir des années 1950. Le Club du Basset Hound est fondé en 1967 par Paul Liot, Tony Benstal et M. et Mme Peress. En 1992, le club a compté 770 naissances de Bassets Hounds dans le pays ce qui, selon le président du Club, Jacques Médard-Ringuet, suffisait pour pouvoir satisfaire la demande.
Le basset hound est beaucoup plus populaire aux États-Unis qu'en Europe.

## Standard

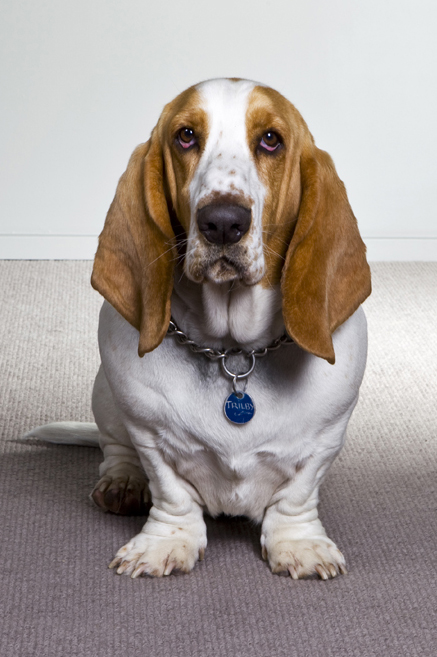
Portrait d'un basset hound.

Le basset hound est un chien courant de petite taille, le plus lourd de tous les bassets. C'est un chien imposant, construit en force sans être lourdaud. Il s'agit avant tout d'un chien de travail : c'est un chien qui doit être puissant, actif et avoir une grande endurance. Le corps est long et bien descendu dans toute sa longueur. Les pattes sont courtes avec des pieds massifs. Quelques plis peuvent être présents sur les membres mais ils ne doivent en aucun cas être excessifs.
La peau de la tête est lâche et forme des rides. En forme de losange, les yeux bruns expriment la mélancolie et la douceur. Attachées juste en dessous de la ligne de l'œil, les longues oreilles dépassent légèrement l'extrémité d'un museau. Très souples, de texture fine et veloutée, elles sont étroites sur toute leur longueur et bien papillotées.
Le poil est lisse, court et serré sans être trop fin. Toutes les couleurs du chien courant sont admises, mais la robe est généralement tricolore ou citron et blanc.

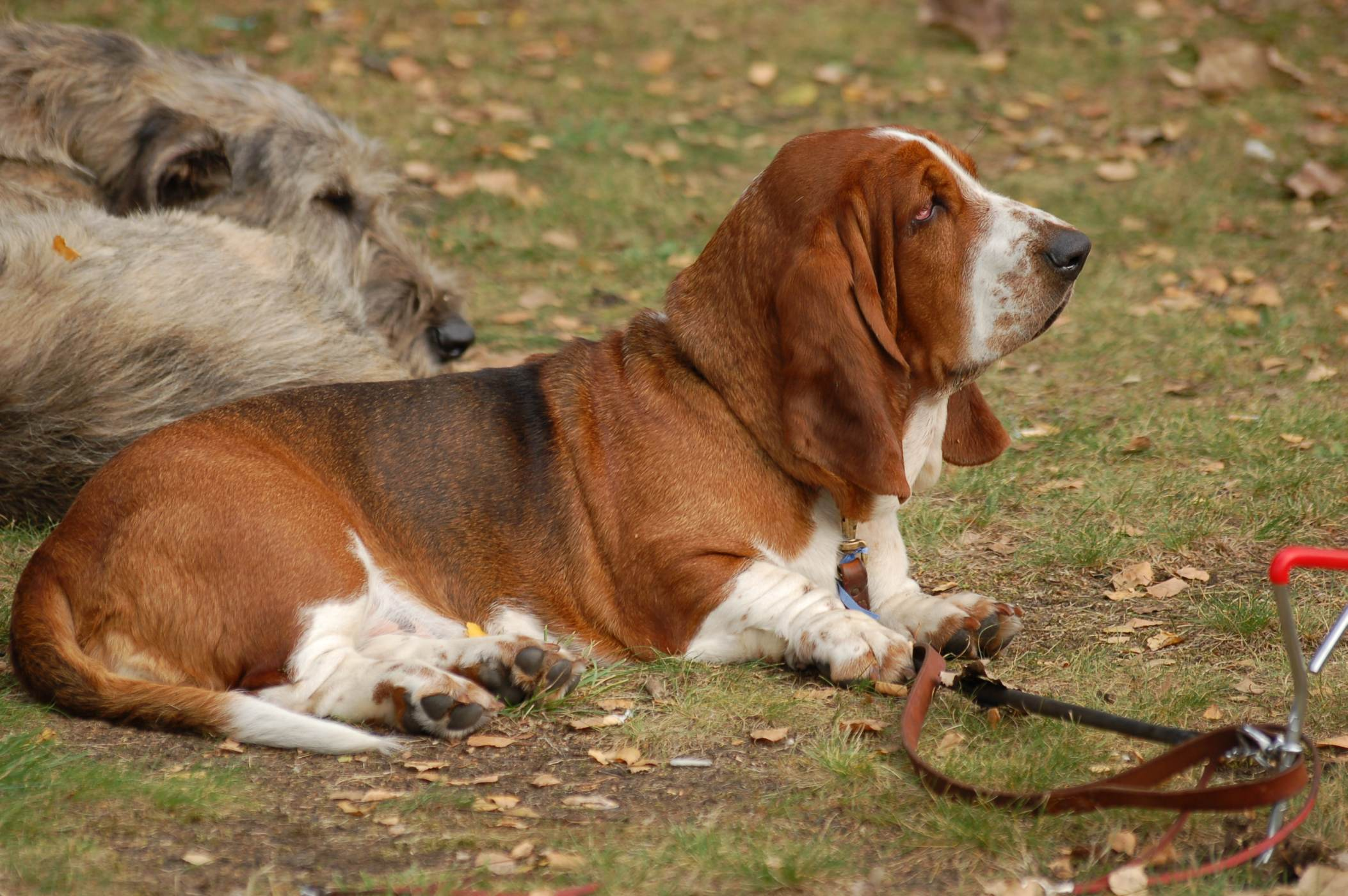
Basset hound tricolore faded.
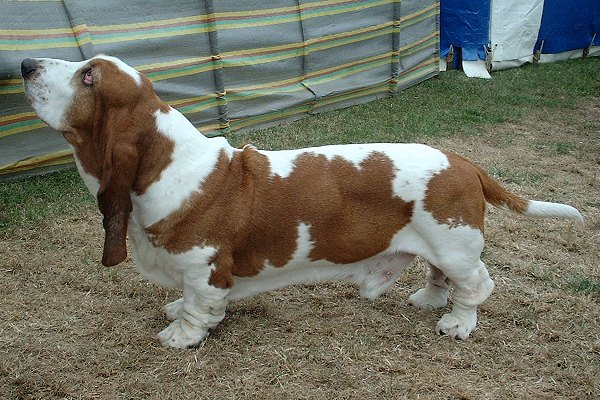
Basset hound orange et blanc.
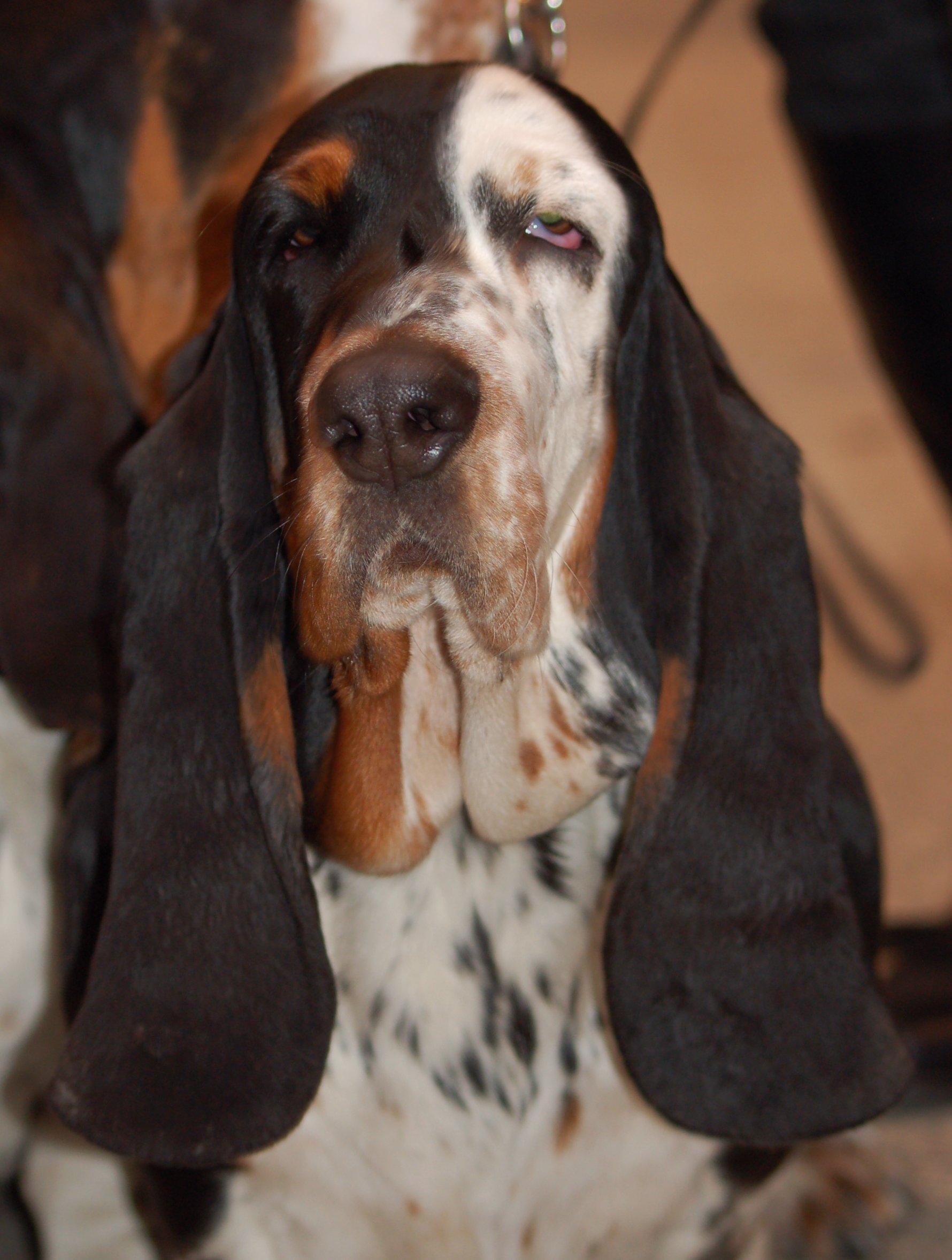
Basset hound noir blanc et feu, avec des mouchetures.

## Caractère

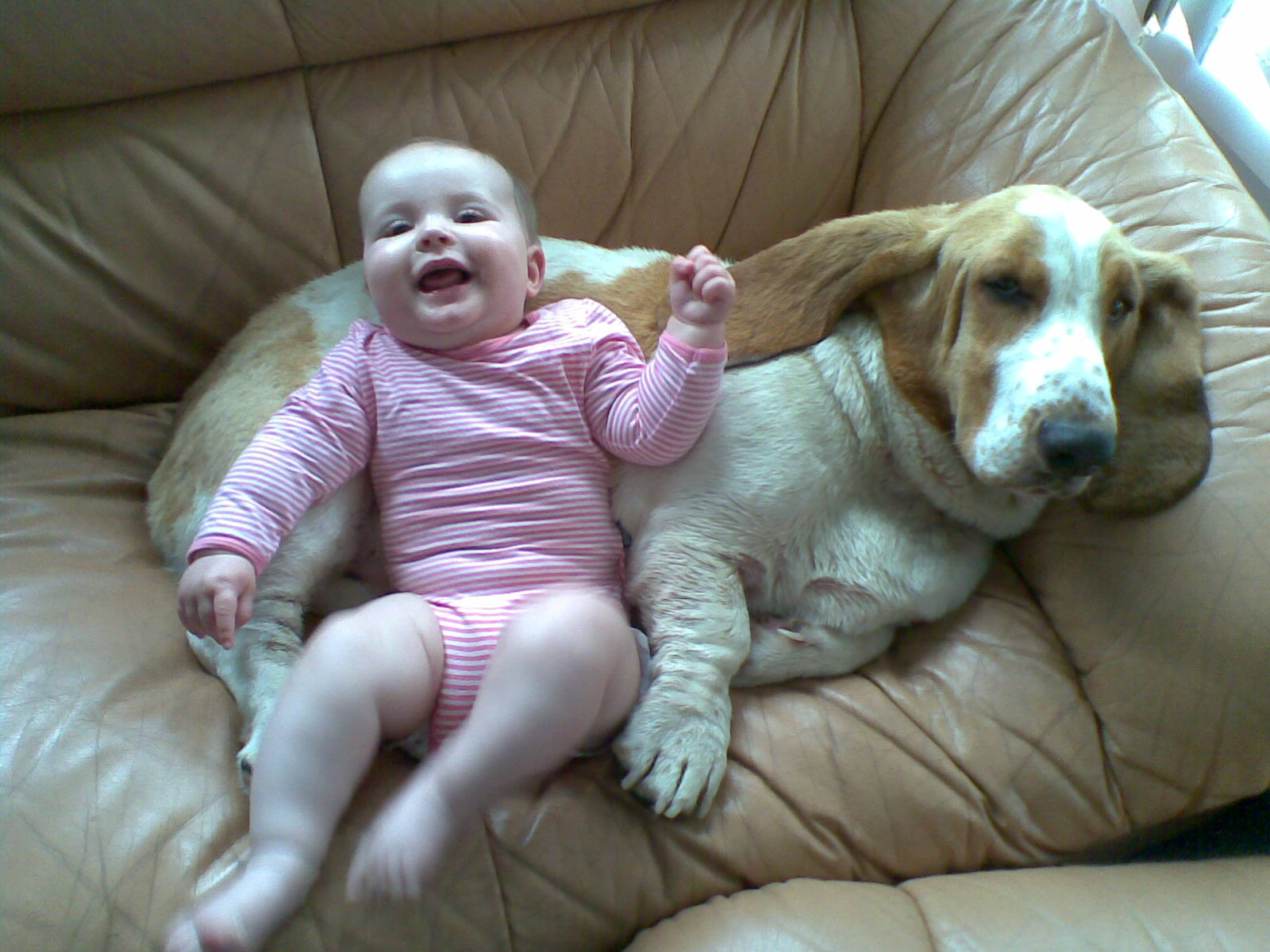
Le basset hound est doté d'un caractère doux et placide.

Le basset hound est décrit dans le standard de la Fédération cynologique internationale comme un chien tenace, placide et affectueux, jamais agressif ni craintif. Selon la Société centrale canine, c'est un chien convivial, doué pour la chasse. Déterminé, il nécessite une éducation ferme (mais non violente). Le basset hound a besoin de beaucoup d'exercice. Il supporte mal la solitude. Le basset hound est un chien amical et très doux même avec les enfants. Il est sociable avec les autres animaux.
Certains sujets doivent être tenus en laisse lors des promenades en pleine nature, car ils ont tendance à suivre les pistes odorantes et rester sourds aux appels du maître. Mais cet instinct est plus ou moins prononcé selon les individus. Le basset hound a tendance à hurler lorsqu'il sent que quelque chose ne va pas (une tempête à venir, par exemple). Il se lamente souvent quelque peu lorsqu'il cherche à attirer l'attention. Il se fait entendre surtout lorsqu'il mendie de la nourriture ou des caresses[réf. nécessaire].

## Utilité
Le basset hound est à l'origine un chien de chasse utilisé comme un chien courant. Endurant et entêté, il possède un bon flair et une voix grave. Il est cependant beaucoup plus utilisé comme chien de compagnie. Outre-Atlantique, il est également utilisé comme chien renifleur de police, pour détecter les substances illicites ou comme chien renifleur dans les entreprises de désinsectisation pour localiser les nids de termites et autres insectes xylophages dans les habitations.

## Élevage

### Santé et entretien

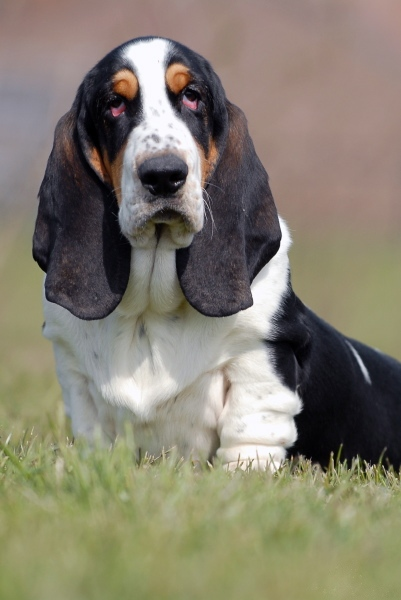
La morphologie du basset hound induit des problèmes oculaires, des oreilles fragiles et un dos sujet aux déformations.

Le basset hound est sujet aux problèmes de dos et son propriétaire doit veiller à son poids, la surcharge pondérale étant très néfaste à son dos. Pour la même raison, il est conseillé de lui éviter les escaliers.
Le basset hound craint le froid et doit dormir autant que possible à l'intérieur.
En raison de leur longueur, les oreilles des bassets sont souvent sujettes à des maladies. Un bon nettoyage hebdomadaire est à conseiller.
Le basset hound peut également développer des maladies au niveau des yeux. En raison de ses paupières tombantes, la zone sous le globe oculaire recueille parfois de la saleté et peut se boucher à cause du mucus. Il est préférable de les essuyer quotidiennement avec un linge humide. Cela aide à réduire le mucus et l'irritation des yeux.
Le basset hound est l'une des races les plus prédisposées à développer la dermatite à Malassezia,.

### Reproduction

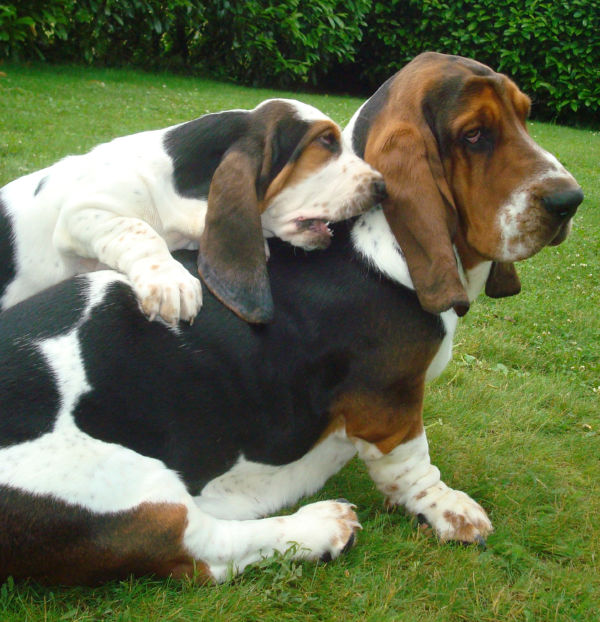
Un jeune basset accompagné d'un adulte.

Les bassets hound n'arrivent que très rarement à se reproduire tout seuls. En raison de leurs morphologies lourdes et longues, les mâles ne sont pas en mesure de chevaucher correctement leur femelle,.
Il y a donc deux solutions[réf. nécessaire] :
- Soit les maîtres respectifs aident les deux bassets hounds à se reproduire : une personne aide le mâle à atteindre son objectif (faire pénétrer le pénis dans le vagin de la femelle) et l'autre personne retient la femelle. Attention une séparation violente peut provoquer des lésions des appareils génitaux. Il est donc encore une fois nécessaire que deux personnes assistent à la saillie et soient prêtes à retenir les chiens pour empêcher une séparation trop brusque. Le rythme de deux ou trois accouplements toutes les 24 heures est conseillé.
- Soit on a recours à l'insémination artificielle. C'est la solution qui réussit le plus souvent et donc la plus utilisée pour la saillie. Cette fécondation peut se faire avec l'assistance d'un vétérinaire pour les néophytes, les professionnels de par leur expérience la pratiquent seuls. Après avoir récupéré du sperme du mâle dans un tube à essai ou un préservatif, il faut le prélever avec une seringue et l'injecter dans le vagin de la femelle.

## Basset hound célèbres ou de fiction
- Le personnage de cartoon Droopy, de Tex Avery, est un basset hound.
- Le personnage Looney Tunes George P. Dog, de Robert McKimson, est également un basset hound.
- Le basset est l'un des éléments récurrents des films de Mamoru Oshii, comme dans Innocence : Ghost in the Shell 2.
- Le Lieutenant Columbo possède un Basset Hound qu'il appelle « Le Chien ».
- Dans la série Shérif, fais-moi peur Le shérif Rosco P. Coltrane a un Basset Hound qui s'appelle « Flash ».
- La mascotte du magazine Télé Z.
- Salami, le chien du commissaire de fiction San-Antonio, est aussi un basset hound.
- Un basset hound est présent dans le film Rasta Rockett.
- la mascotte de la marque de chaussure « HushPuppies ».
- Le compagnon à quatre pattes de l'héroïne dans la série Karine et Ari est un basset hound.
- Un Basset Hound apparaît dans Les Schtroumpfs et dans Les Schtroumpfs 2.
- Le Ministre dans le film Le Retour du Grand Blond a un portrait de basset en photo sur son bureau.
- Dans Les Aristochats (1970), 20e « Classique d'animation » des studios Disney, un basset hound nommé Lafayette est le compagnon de Napoléon.
- Dans Basil, détective privé (1986), 26e « Classique d'animation » des studios Disney, Toby est un basset hound qui appartient à Sherlock Holmes et aide la souris Basil dans son enquête.
- Un Basset Hound du nom Johannes apparait dans deux épisodes de la série télévisée allemande Alerte Cobra : "Les ombres du passé" (saison 13) et "Faux amis" (saison 16). Il est joué par le chien Chayenne[12].
- Dans le film L'Amour flou (2018), de et avec Romane Bohringer et Philippe Rebbot, le chien de ce dernier, un basset hound, est un personnage important de l'histoire.
- Dans le film Cours après moi shérif, le chien Fred fut choisi par Burt Reynolds à cause de son caractère désobéissant[13].
- Dans le film d'animation Comme des Bêtes, Papy, un basset Hound aide nos héros à sauver Max.
- En 1956, Elvis Presley interprète Hound Dog au Tonight Show de Steve Allen accompagné d'un basset hound plutôt indifférent.
- Dans le film Mon oncle Benjamin, des personnages font une chasse à courre avec 5 bassets Hound
- Dans le film De l'autre côté du lit, avec Sophie Marceau et Dany Boon, il y a également un basset.